# Bubastis
Bubastis (copte bohàiric: Ⲡⲟⲩⲃⲁⲥϯ, Poubasti; grec antic: Βούβαστις, Boubastis o Βούβαστος, Boubastos) és el nom clàssic de la ciutat egípcia de Bast o Per Bastet, antiga capital del nomós XVIII del Baix Egipte. Correspon a la ciutat actual de Tell Basta si bé les restes són prop de Zagazig. Està situada a 80 km al nord-est del Caire en un dels braços del delta, l'anomena't braç Pelusià o Bubastià, en posició estratègica en el camí cap a Àsia.
Va ser la capital del seu propi nomeos, situada al llarg del riu Nil a la regió del Delta del Baix Egipte, i destacada com a centre de culte de la deessa felina Bastet i, per tant, el principal dipositari a Egipte de mòmies de gats.
Té restes d'un temple d'Osorkón II, del temple de Ka, bastit per Teti i Pepi I, d'un parell de capelles del festival Seth de temps d'Amenemhat III i Amenhotep III, d'un santuari del temps de Nectabeu II, del temple d'Atum bastit per Osorkon II, del temple del deu lleó Mihos, bastit per Osorkon III, un temple romà dedicat a Agathos Daimon, l'esperit protector, i d'una necròpolis de gats. El temple de Bastet estava situat a una illa entre dos canals al mig de la ciutat, i queden algunes restes de columnes de la sala hipòstila.
Existia ja com a ciutat important amb la Dinastia IV, però ja és esmentada abans amb la Dinastia II. La Dinastia XXII va tenir origen en aquesta ciutat i llavors fou virtual o autentica capital d'Egipte (alguns consideren que la capital oficial sembla que no es va moure de Tanis). Encara fou capital o principal ciutat amb la dinastia XXIII. Fou destruïda pels perses però es va recuperar.
Amb la construcció d'Alexandria va iniciar la seva decadència.
El lloc fou excavat per Edouard Naville a finals del segle xix però no va poder reconstruir res més que l'estructura bàsica del Temple de Bastet; la resta de monuments també foren descoberts per Naville però el seu estat era molt dolent.
A la ciutat s'han trobat tombes, entre elles la del visir Iuti (de la dinastia XIX) i de dos virreis de Kus, ambdós anomenats Hori, que eren pare i fill (també de la Dinastia XIX o potser de la XX). Al nord de la ciutat hi ha les restes d'una necròpolis del tercer període entremig.